# Meg Gardiner
Meg Gardener (Oklahoma, 15 maart 1957) is een schrijfster van thrillers en misdaadromans uit de VS.

## Biografie
Meg Gardiner is geboren in Oklahoma en getogen in Santa Barbara, Californië. Ze studeerde af aan de Stanford University. Daarna werd ze advocate en docente aan de Universiteit van Berkeley.
China Lake (2002) (vertaald als Heilignacht) was haar debuutroman. Hiervoor ontving Gardiner de Edgar Award in 2009. Ze brak pas echt door toen ze de heldin Jo Beckett introduceerde in The Dirty Secrets Club (2008), de eerste roman van een "Jo Becket-cyclus', waarvan het vierde deel in voorbereiding is.
Gardiner woont thans met haar man en drie kinderen in Londen.

### Serie "Evan Delaney"
1. 2002 - China Lake, vertaald als Heilignacht (2002 - ISBN 90-225-3225-9)
2. 2003 - Mission Canyon, vertaald als Onvoltooid verleden (2003 - ISBN 90-225-3549-5)
3. 2004 - Jericho Point
4. 2005 - Crosscut
5. 2006 - Kill Chain

### Serie "Jo Beckett"
1. 2008 - The Dirty Secrets Club, vertaald als De Dirty Secrets Club (ISBN 978-90-210-8936-2)
2. 2009 - The Memory Collector, vertaald als De Memory Man (ISBN 978-90-245-3227-8)
3. 2011 - The Liar's Lullaby, vertaald als Vals akkoord (ISBN 978-90-245-7699-9)
4. 2011 - The Nightmare Thief, vertaald als De spelbreker (ISBN 978-90-245-5864-3)